# Первомайский посёлок (метеорит)
Первомайский посёлок — метеорит-хондрит весом 49 000 граммов. Упал 26 декабря 1933 года в Юрьев-Польском районе Ивановской области (с 1944 года — район Владимирской области)

## Наблюдения очевидцев
В шесть, примерно, часов ясного вечера 26 декабря минувшего года огромный, с луну величиной, до-нельзя ослепительный огненный шар с молниеносной быстротой пронесся по небу с юго-востока на северо-запад почти через всю Ивановскую область, рассыпался за Юрьевым-Польским фейверочным каскадом искр и потух, разразившись на десятки километров вокруг громовыми раскатами и долго не смолкавшим гулом. Звенели стекла, содрагались избы, паника овладела населением… Л.А.Кулик, 1934 г.